# 徽州路
徽州路，元朝时设置的路。
至元十四年（1277年）升徽州置，治歙县（今属安徽）。辖境為今黃山市、绩溪縣、及江西婺源縣地。領五縣一州（徽州路、歙縣、黟縣、休寧縣、績溪縣、祁門縣、婺源州。二十一年属江浙等处行中书省。至正十七年（1357年）朱元璋改为兴安府，朱元璋吴元年（1367年）又改徽州府。 

## 沿革
元世祖至元十四年（1277年），徽州升徽州路，轄縣不變，隸江浙等處行中書省（即江浙行省）江東建康道肅政廉訪司，治杭州路。
元成宗元贞元年（1295年），升婺源縣為婺源州。徽州路領縣五，即歙、黟、休甯、祁門、績溪；州一，即婺源。
元順帝至正十六年（1356年），小明王韓林兒升朱元璋為江南等處行中書省平章，徽州路隸江南等處行中書省。次年（1357年）七月，改徽州路為興安府，仍領縣五、州一。
至正二十七年（1367年），朱元璋改興安府為徽州府。洪武元年（1368年），朱元璋建立明朝，徽州府直屬中書省。洪武二年（1369年），降婺源州為婺源縣，徽州府仍領六縣，即：歙、黟、休寧、績溪、婺源、祁門。